# Eleição municipal de Araraquara em 2016
A eleição municipal de Araraquara em 2016 foi o 17.º pleito eleitoral realizado na história do município. Ocorreu oficialmente em 2 de outubro e foi disputada em turno único, dado que Araraquara por não ter 200 000 eleitores registrados e aptos ao voto, não atende ao critério eleitoral definido pelo inciso II do artigo n.º 29 da Constituição Federal para a realização de um 2.º turno caso nenhum dos candidatos a prefeito alcance maioria absoluta dos votos. Neste caso, o(a) vencedor(a) é escolhido por maioria simples.
Segundo dados do Tribunal Superior Eleitoral, 163 816 eleitores compunham o eleitorado araraquarense apto a eleger 1 prefeito, 1 vice–prefeito e 18 vereadores para a Câmara Municipal em 2016.

## Candidaturas oficiais
| Candidaturas deferidas pelo TSE para a disputa eleitoral | Candidaturas deferidas pelo TSE para a disputa eleitoral | Candidaturas deferidas pelo TSE para a disputa eleitoral | Candidaturas deferidas pelo TSE para a disputa eleitoral | Candidaturas deferidas pelo TSE para a disputa eleitoral | Candidaturas deferidas pelo TSE para a disputa eleitoral | Candidaturas deferidas pelo TSE para a disputa eleitoral         | Candidaturas deferidas pelo TSE para a disputa eleitoral |
| N.º                                                      | N.º                                                      | Candidato(a) a prefeito(a)                               | Candidato(a) a prefeito(a)                               | Candidato(a) a vice-prefeito(a)                          | Candidato(a) a vice-prefeito(a)                          | Coligação                                                        | Situação                                                 |
| -------------------------------------------------------- | -------------------------------------------------------- | -------------------------------------------------------- | -------------------------------------------------------- | -------------------------------------------------------- | -------------------------------------------------------- | ---------------------------------------------------------------- | -------------------------------------------------------- |
|                                                          | 10                                                       |                                                          | João Farias (PRB)                                        |                                                          | Professor Reis (PRB)                                     | Um Novo Caminho PRB / PSL / REDE / PSDC / PRTB / PTC             | Não eleito                                               |
|                                                          | 13                                                       |                                                          | Edinho Silva (PT)                                        |                                                          | Damiano Neto (PT)                                        | O Melhor para Araraquara PT / PP / PR / PCdoB                    | Eleito                                                   |
|                                                          | 15                                                       |                                                          | Aluísio Boi (PMDB)                                       |                                                          | Renato Haddad (PMDB)                                     | Força da Honestidade PMDB / PDT / DEM / PV / PEN / Solidariedade | Não eleito                                               |
|                                                          | 40                                                       |                                                          | Nino Mengatti (PSB)                                      |                                                          | Valdir Massucato (PSB)                                   | Coragem para Mudar PSB / PHS / PMB / PRP / PPL                   | Não eleito                                               |
|                                                          | 45                                                       |                                                          | Edna Martins (PSDB)                                      |                                                          | Coca Ferraz (PSDB)                                       | Nossa Morada PSDB / PSD / PTB / PPS / PSC                        | Não eleito                                               |
|                                                          | 50                                                       |                                                          | Célio Peliciari (PSOL)                                   |                                                          | Talissa Generoso (PSOL)                                  | partido isolado                                                  | Não eleito                                               |

## Contas de campanha
Durante a campanha, segundo os dados do TSE, o candidato a prefeito com mais receitas foi João Farias (PRB) com R$ 452 mil provenientes do fundo partidário; em seguida vem Edinho Silva (PT) com R$ 349.952,28; Edna Martins (PSDB) recebeu R$ 326.850; Aluísio Braz (PMDB) recebeu R$ 298.512,75; Nino Mengatti (PSB) recebeu R$ 111.104; por fim Celio Peliciari (PSOL) recebeu R$ 10.475.

## Pesquisas eleitorais

### Intenção de voto
Foram realizadas três pesquisas de intenção de voto contratadas pela EPTV e realizadas pelo instituto IBOPE. Em pesquisa divulgada em 23 de agosto Edinho Silva (PT) liderava com 36%, na pesquisa de 15 de setembro subiu para 46% e na terceira pesquisa, publicada em 1 de outubro, manteve o valor.
Edna Martins (PSDB) apareceu na primeira pesquisa com 15%, caiu para 12% na segunda e se recuperou na terceira, subindo para 16%. Aluísio Braz (PMDB) apareceu na primeira pesquisa com 9%, subiu na segunda para 10% e caiu na terceira para 7%.
O candidato com maior queda foi João Farias (PRB) que na primeira pesquisa apareceu com 7%, caiu para 5% na segunda e apareceu com 2% na última pesquisa. Nino Mengatti (PSB) apareceu com 3% na primeira, 4% na segunda e 5% na terceira pesquisa, enquanto Celio Peliciari (PSOL) apareceu com 2% na primeira e na segunda pesquisa e na terceira pesquisa aparece com 3%.
| Data de realização  | Data de divulgação | Instituto | Número de registro no TRE | Contratante  | Entrevistados | Margem de erro | Candidatos        | Candidatos          | Candidatos         | Candidatos          | Candidatos        | Candidatos             | Brancos/ Nulos | Não sabe/Não respondeu |
| Data de realização  | Data de divulgação | Instituto | Número de registro no TRE | Contratante  | Entrevistados | Margem de erro | Edinho Silva (PT) | Edna Martins (PSDB) | Aluísio Boi (PMDB) | Nino Mengatti (PSB) | João Farias (PRB) | Célio Peliciari (PSOL) | Brancos/ Nulos | Não sabe/Não respondeu |
| ------------------- | ------------------ | --------- | ------------------------- | ------------ | ------------- | -------------- | ----------------- | ------------------- | ------------------ | ------------------- | ----------------- | ---------------------- | -------------- | ---------------------- |
| 9 a 23 de agosto    | 23 de agosto       | IBOPE     | SP–01139/2016             | EPTV Central | 504           | 4%             | 36%               | 15%                 | 9%                 | 3%                  | 7%                | 2%                     | 20%            | 8%                     |
| 11 a 14 de setembro | 15 de setembro     | IBOPE     | SP–02788/2016             | EPTV Central | 504           | 4%             | 46%               | 12%                 | 10%                | 4%                  | 5%                | 2%                     | 15%            | 6%                     |
| 29 a 30 de setembro | 1 de outubro       | IBOPE     | SP–05116/2016             | EPTV Central | 504           | 4%             | 46%               | 16%                 | 7%                 | 5%                  | 2%                | 3%                     | 16%            | 5%                     |

### Índices de Rejeição
Em pesquisa divulgada em 23 de agosto de 2016, o Ibope perguntou em quem eles não votariam de jeito nenhum. João Farias lidera a lista com 35% de rejeição, Edinho Silva 32%, Aluísio Braz 29% e Edna Martins, Célio Peliciari e Nino Mengatti receberam respectivamente 21%, 19% e 18% de rejeição cada.
Em pesquisa publicada em 15 de setembro os candidatos receberam os seguintes valores: João Farias (PRB) 43%, Aluísio Boi (PMDB) 33%, Edinho Silva (PT) 31%, Edna Martins (PSDB) 24%, Nino Mengatti (PSB) 23% e Célio Peliciari (PSOL) 19%.
Em pesquisa publicada em 1 de outubro os candidatos receberam os seguintes valores: João Farias (PRB) 48%, Aluísio Boi (PMDB) 42%, Edinho Silva (PT) 32%, Edna Martins (PSDB) 22%, Nino Mengatti (PSB) 21% e Célio Peliciari (PSOL) 20%.
| Data de realização  | Data de divulgação | Instituto | Número de registro no TRE | Contratante  | Entrevistados | Margem de erro | Candidatos        | Candidatos         | Candidatos        | Candidatos          | Candidatos          | Candidatos             |
| Data de realização  | Data de divulgação | Instituto | Número de registro no TRE | Contratante  | Entrevistados | Margem de erro | João Farias (PRB) | Aluísio Boi (PMDB) | Edinho Silva (PT) | Edna Martins (PSDB) | Nino Mengatti (PSB) | Célio Peliciari (PSOL) |
| ------------------- | ------------------ | --------- | ------------------------- | ------------ | ------------- | -------------- | ----------------- | ------------------ | ----------------- | ------------------- | ------------------- | ---------------------- |
| 9 a 23 de agosto    | 23 de agosto       | IBOPE     | SP–01139/2016             | EPTV Central | 504           | 4%             | 35%               | 29%                | 32%               | 21%                 | 19%                 | 18%                    |
| 11 a 14 de setembro | 15 de setembro     | IBOPE     | SP–02788/2016             | EPTV Central | 504           | 4%             | 43%               | 33%                | 31%               | 24%                 | 23%                 | 19%                    |
| 29 a 30 de setembro | 1 de outubro       | IBOPE     | SP–05116/2016             | EPTV Central | 504           | 4%             | 48%               | 42%                | 32%               | 22%                 | 21%                 | 20%                    |

## Resultados eleitorais

### Poder Executivo
Confirmando o favoritismo apontado pelas pesquisas eleitorais, o ex-prefeito Edinho Silva (PT) sagrou-se vencedor do pleito após conquistar 41 220 votos, o equivalente a 41,71% dos votos válidos. Seu 3.º mandato à frente da Poder Executivo municipal foi iniciado em 1 de janeiro de 2017 e concluído em 31 de dezembro de 2020.
| Candidatos a prefeito(a)   | Candidatos a prefeito(a) | Candidatos a vice-prefeito(a) | Votação | Votação     |
| Candidatos a prefeito(a)   | Candidatos a prefeito(a) | Candidatos a vice-prefeito(a) | Total   | Porcentagem |
| -------------------------- | ------------------------ | ----------------------------- | ------- | ----------- |
|                            | Edinho Silva (PT)        | Damiano Neto (PT)             | 41 220  | 41,71%      |
|                            | Edna Martins (PSDB)      | Coca Ferraz (PSDB)            | 28 595  | 28,93%      |
|                            | Aluísio Boi (PMDB)       | Renato Haddad (PMDB)          | 12 417  | 12,56%      |
|                            | Nino Mengatti (PSB)      | Valdir Massucato (PSB)        | 8 431   | 8,53%       |
|                            | Célio Peliciari (PSOL)   | Talissa Generoso (PSOL)       | 5 517   | 5,58%       |
|                            | João Farias (PRB)        | Professor Reis (PRB)          | 2 648   | 2,68%       |
| Total de votos válidos     | Total de votos válidos   | Total de votos válidos        | 98 828  | 98 828      |
| Votos apurados             |                          |                               |         |             |
| Votos válidos              | Votos válidos            | Votos válidos                 | 98 828  | 79,17%      |
| Votos em branco            | Votos em branco          | Votos em branco               | 7 262   | 5,82%       |
| Votos nulos                | Votos nulos              | Votos nulos                   | 18 738  | 15,01%      |
| Total de votos apurados    | Total de votos apurados  | Total de votos apurados       | 124 828 | 124 828     |
| Participação do eleitorado |                          |                               |         |             |
| Comparecimentos            | Comparecimentos          | Comparecimentos               | 124 828 | 76,20%      |
| Abstenções                 | Abstenções               | Abstenções                    | 38 996  | 23,80%      |
| Total de eleitores aptos   | Total de eleitores aptos | Total de eleitores aptos      | 163 824 | 163 824     |
| Fonte: UOL                 |                          |                               |         |             |

### Poder Legislativo
No sistema proporcional, pelo qual são eleitos os vereadores, o voto dado a um(a) candidato(a) é primeiro considerado para a coligação da qual o partido em que ele(a) é filiado(a) faz parte. O total de votos da coligação é o que define quantas cadeiras o partido terá. Definidas as cadeiras, os candidatos(as) mais votados(as) do partido são chamados a ocupá-las.
Abaixo encontram-se os candidatos a vereador eleitos, reeleitos e os que ficaram como suplentes para a 17.ª legislatura, iniciada em 1 de janeiro de 2017 e concluída em 31 de dezembro de 2020.
| N.º   | Candidato(a)                  | Coligação                   | Votos obtidos | Porcentagem | Situação      |
| ----- | ----------------------------- | --------------------------- | ------------- | ----------- | ------------- |
| 15600 | Gerson da Farmácia            | PMDB                        | 1 934         | 1,91%       | Eleito(a)     |
| 13133 | Toninho do Mel                | PT                          | 1 894         | 1,87%       | Eleito(a)     |
| 12000 | William Afonso                | PDT                         | 1 884         | 1,86%       | Não eleito(a) |
| 13016 | Thainara Faria                | PT                          | 1 572         | 1,55%       | Eleito(a)     |
| 45007 | Elton Negrini                 | PSDB                        | 1 543         | 1,53%       | Eleito(a)     |
| 10123 | Pastor Raimundo Bezerra       | PRB / REDE / PRTB / PTC     | 1 527         | 1,51%       | Reeleito(a)   |
| 11631 | Juliana Damus                 | PP / PR / PCdoB             | 1 516         | 1,50%       | Reeleito(a)   |
| 18000 | João Clemente                 | PRB / REDE / PRTB / PTC     | 1 307         | 1,29%       | Suplente      |
| 55555 | Ricardo Caparelli             | PSD                         | 1 218         | 1,20%       | Não eleito(a) |
| 15012 | Magal                         | PMDB                        | 1 188         | 1,17%       | Eleito(a)     |
| 45777 | Rafael de Angeli              | PSDB                        | 1 177         | 1,16%       | Eleito(a)     |
| 50123 | Marcelo Roldan                | PSOL                        | 1 138         | 1,12%       | Não eleito(a) |
| 45100 | Porsani                       | PSDB                        | 1 068         | 1,06%       | Eleito(a)     |
| 15190 | Tenente Santana               | PMDB                        | 1 019         | 1,01%       | Eleito(a)     |
| 13622 | Édio Lopes                    | PT                          | 987           | 0,98%       | Reeleito(a)   |
| 15000 | Elias Chediek                 | PMDB                        | 974           | 0,96%       | Reeleito(a)   |
| 51051 | Paulo Marques                 | PEN / Solidariedade         | 935           | 0,92%       | Não eleito(a) |
| 23123 | Zé Luiz (Zé Macaco)           | PPS / PSC                   | 903           | 0,89%       | Eleito(a)     |
| 15015 | Jair Martinelli               | PMDB                        | 892           | 0,88%       | Suplente      |
| 13600 | Paulo Landim                  | PT                          | 889           | 0,88%       | Eleito(a)     |
| 45050 | Jéferson Yashuda Farmacêutico | PSDB                        | 885           | 0,87%       | Reeleito(a)   |
| 15800 | Marcos Bispo                  | PMDB                        | 880           | 0,87%       | Suplente      |
| 45123 | Marchese da Rádio             | PSDB                        | 869           | 0,86%       | Suplente      |
| 15300 | Marcos Daniel                 | PMDB                        | 861           | 0,85%       | Suplente      |
| 23888 | Edson Hel                     | PPS / PSC                   | 822           | 0,81%       | Eleito(a)     |
| 40123 | Lucas Grecco                  | PSB / PRP / PPL / PMB / PHS | 812           | 0,80%       | Eleito(a)     |
| 55550 | Anísio Custódio               | PSD                         | 808           | 0,80%       | Não eleito(a) |
| 13777 | Alcindo Sabino                | PT                          | 800           | 0,79%       | Suplente      |
| 45043 | Doutor Othon                  | PSDB                        | 797           | 0,79%       | Suplente      |
| 15700 | Silmar da Aliança             | PMDB                        | 791           | 0,78%       | Suplente      |
| 25000 | Geani Trevisóli               | DEM                         | 758           | 0,75%       | Não eleito(a) |
| 50150 | José Eduardo Vermelho         | PSOL                        | 745           | 0,74%       | Não eleito(a) |
| 13707 | Cidinha Silva                 | PT                          | 733           | 0,72%       | Suplente      |
| 77777 | Doutor Marcos César Garrido   | PEN / Solidariedade         | 729           | 0,72%       | Não eleito(a) |
| 45555 | Paulo Maranata                | PSDB                        | 710           | 0,70%       | Suplente      |
| 13013 | Evandro da Remape             | PT                          | 682           | 0,67%       | Suplente      |
| 25111 | Cristiano Filho da Maura      | DEM                         | 671           | 0,66%       | Não eleito(a) |
| 40500 | Gilberto Pinheiro             | PSB / PRP / PPL / PMB / PHS | 659           | 0,65%       | Suplente      |
| 14000 | Doutor Helder                 | PTB                         | 651           | 0,64%       | Não eleito(a) |
| 11321 | Roger Mendes                  | PP / PR / PCdoB             | 648           | 0,64%       | Eleito(a)     |